# Серійна фотозйомка
Серійна фотографія — це форма фотографії, в якій послідовність фотографічних знімків комбінується в ряд або серію. 

## Історія

Анімація з фотографій Мейбриджа

З розвитком фотографії з 1870 року з'явилася можливість робити моментальні знімки, які можна об'єднувати в серії. Для цього також використовувався термін хронофотографія або фотохронографія (χρόνος: грец . «час»). Едвард Мейбридж у 1872 році фотографував для Леланда Стенфорда фази руху коня в галопі, використовуючи спочатку 12, потім 24 і, зрештою, 36 синхронізованих фотокамер і створив таким чином перші фотосерії у вузькому сенсі цього поняття.
Мейбридж опублікував свої роботи в книгах "Animal Locomotion" та "The Human Figure in Motion", які складалися виключно з серійних ілюстрацій. Іншими піонерами миттєвої фотографії та її подальшого розвитку у рухомі зображення є Етьєн-Жюль Марей та винахідник фокального затвора Оттомар Аншютц.  Ці ранні серійні знімки також стали основою для розвитку кінематографа.

## Серія зображень

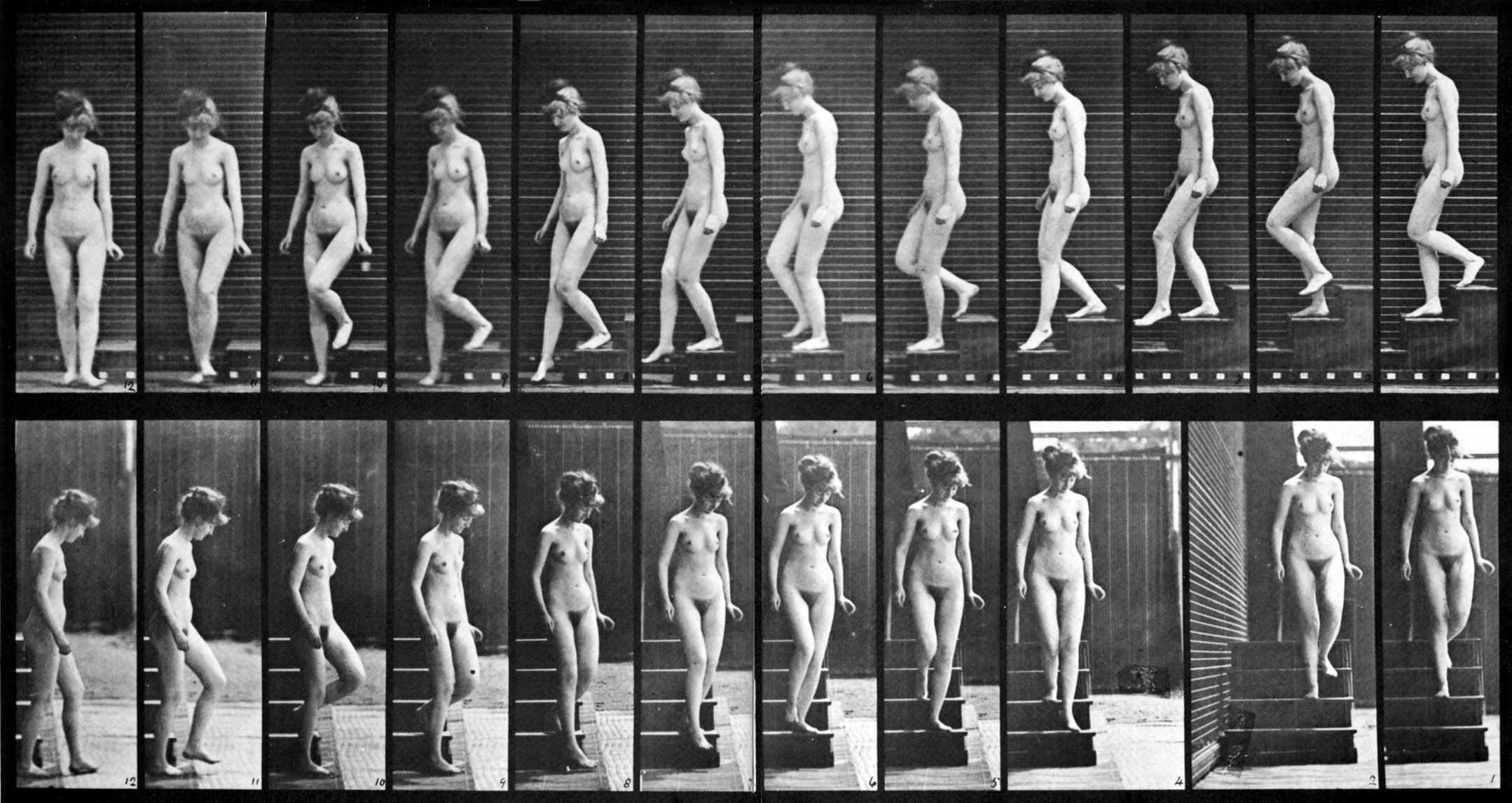
Woman Walking Downstairs з The Human Figure in Motion. Ця серія зображень надихнула Марселя Дюшана на створення картини «Оголена, яка спускається сходами».

Серійні знімки на одному або кількох носіях сьогодні використовують для аналізу руху, наприклад, у спорті. Раніше використання камер було необхідним для професійних потреб, зокрема через високу вартість і складність застосування, але завдяки сучасним цифровим засобам і дешевим простим камерам експлуатація тепер можлива також у хобі та мистецтві. Межі між фотомонтажем, кінокамерою та стробоскопічними знімками в цьому випадку є розмитими. Коли йдеться про кіно, ми говоримо про серійну фотографію та фазові зображення.
Серія зображень може передавати як час, наприклад, у вигляді хронології (дерево в різні пори року), так і простір — порівняння місць з різних регіонів Землі.

## Спортивна фотозйомка
У спортивній фотографії для багатьох видів спорту використовують камери з високою частотою зйомки (5-10 зображень на секунду), щоб зафіксувати потрібний момент у кадрі. Як правило, публікується лише одне зображення з подібних серій.

Приклад запису серії під час гри в гандбол:

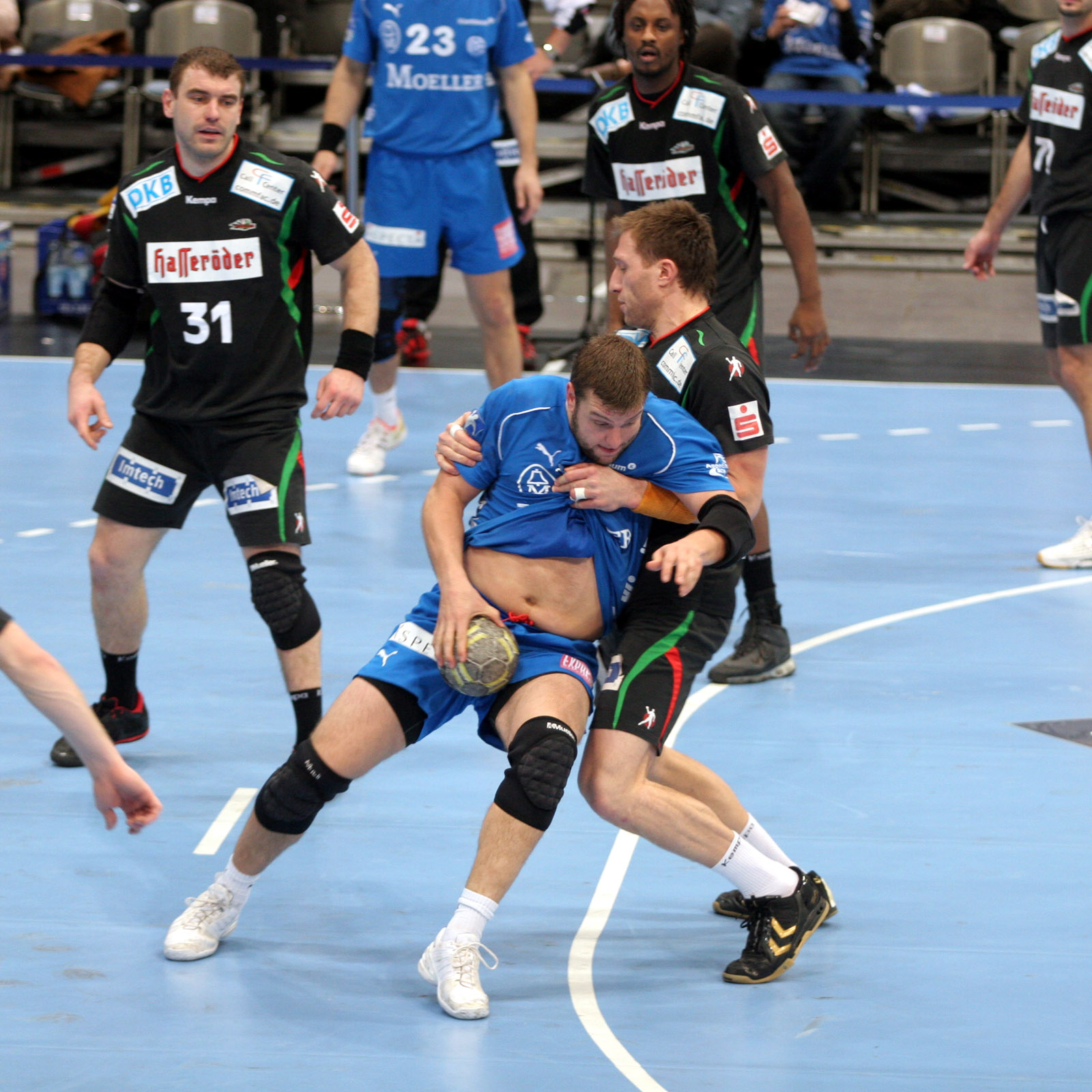
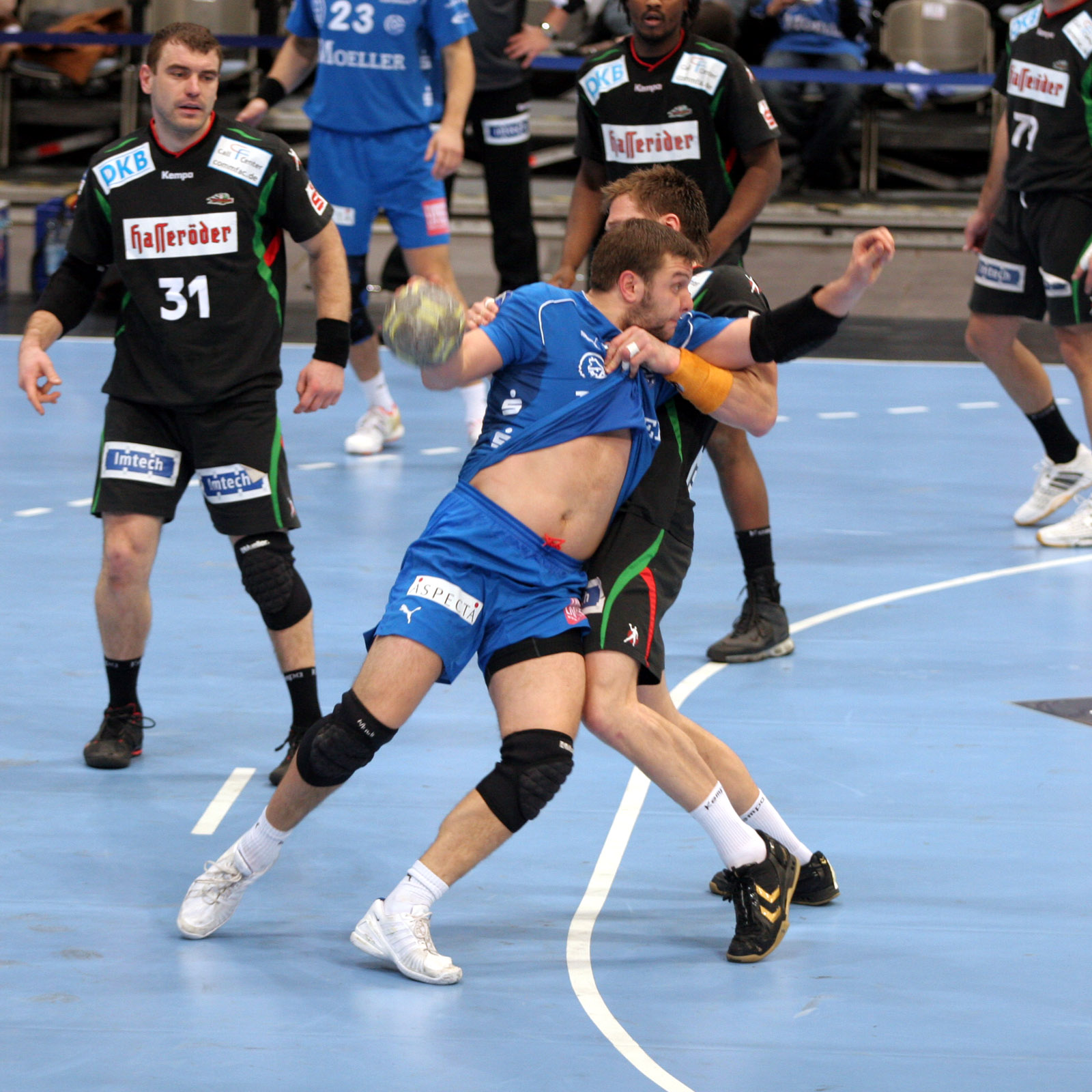
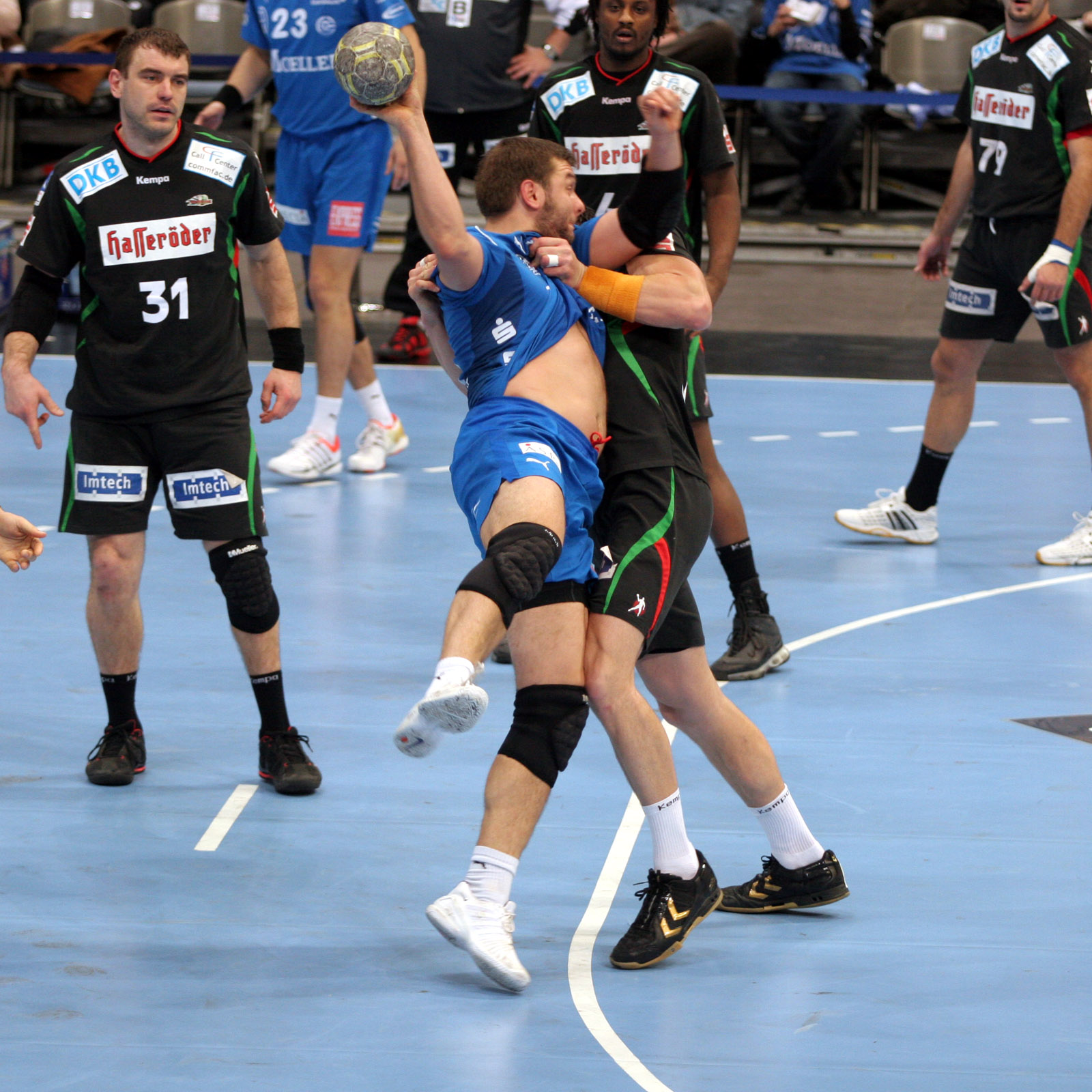
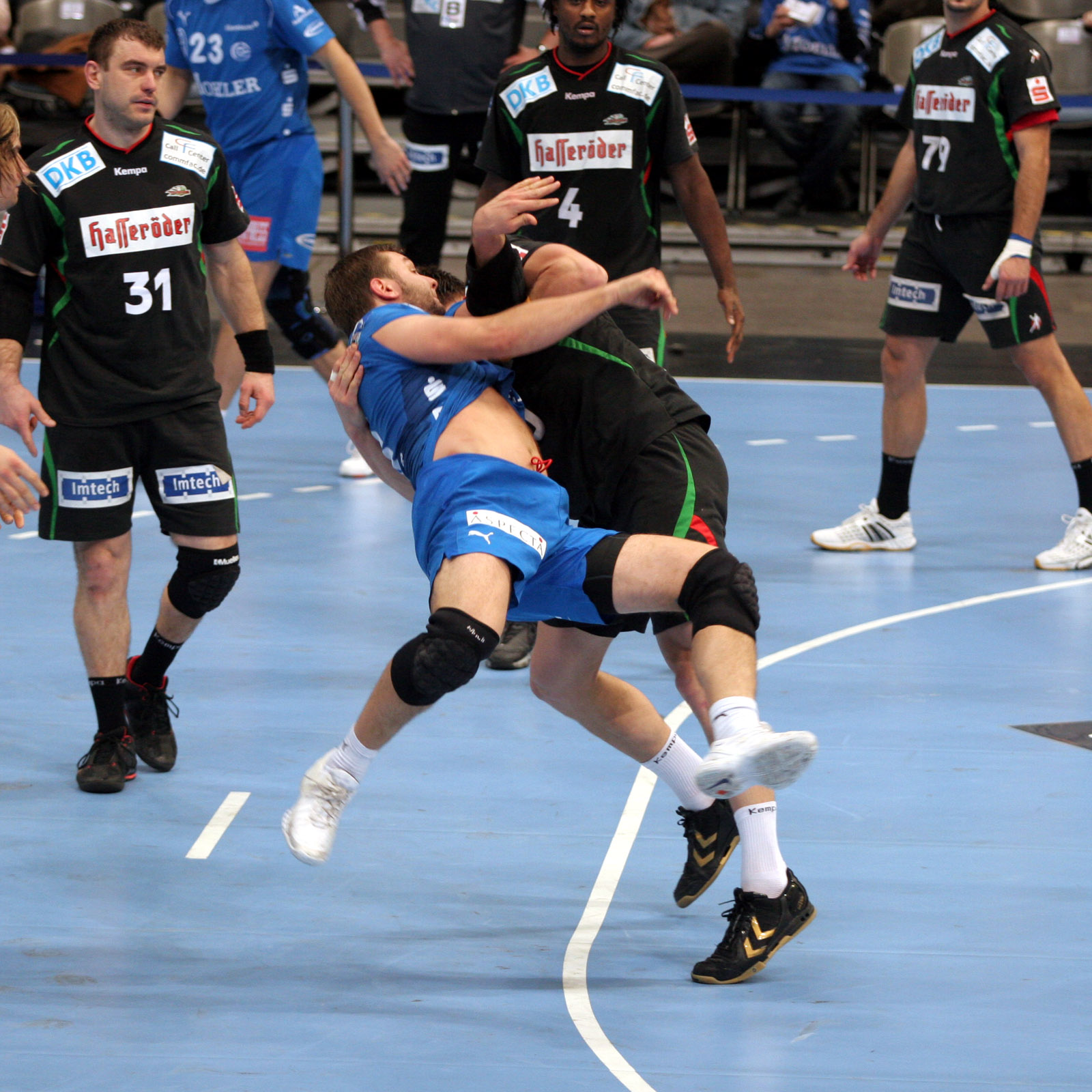
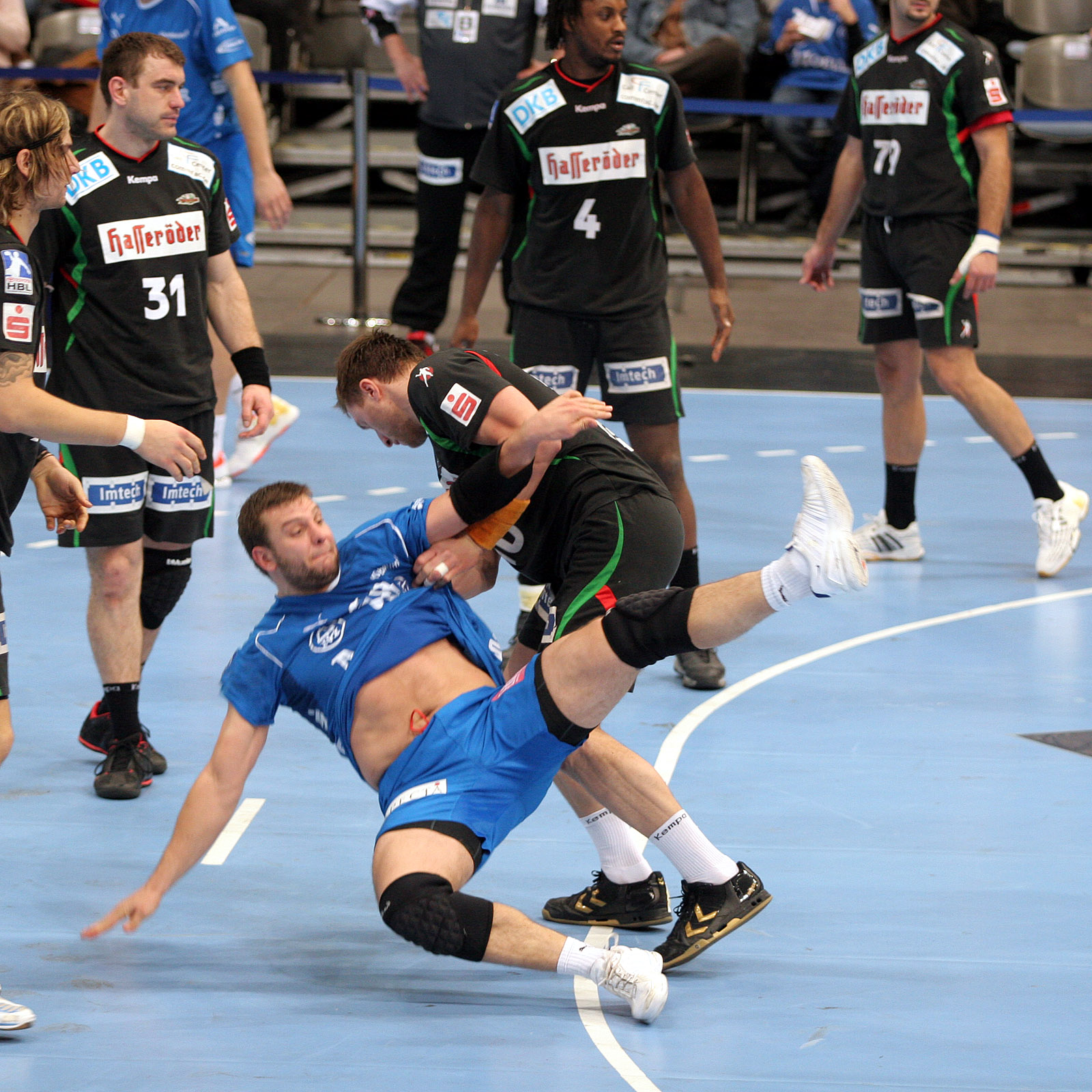
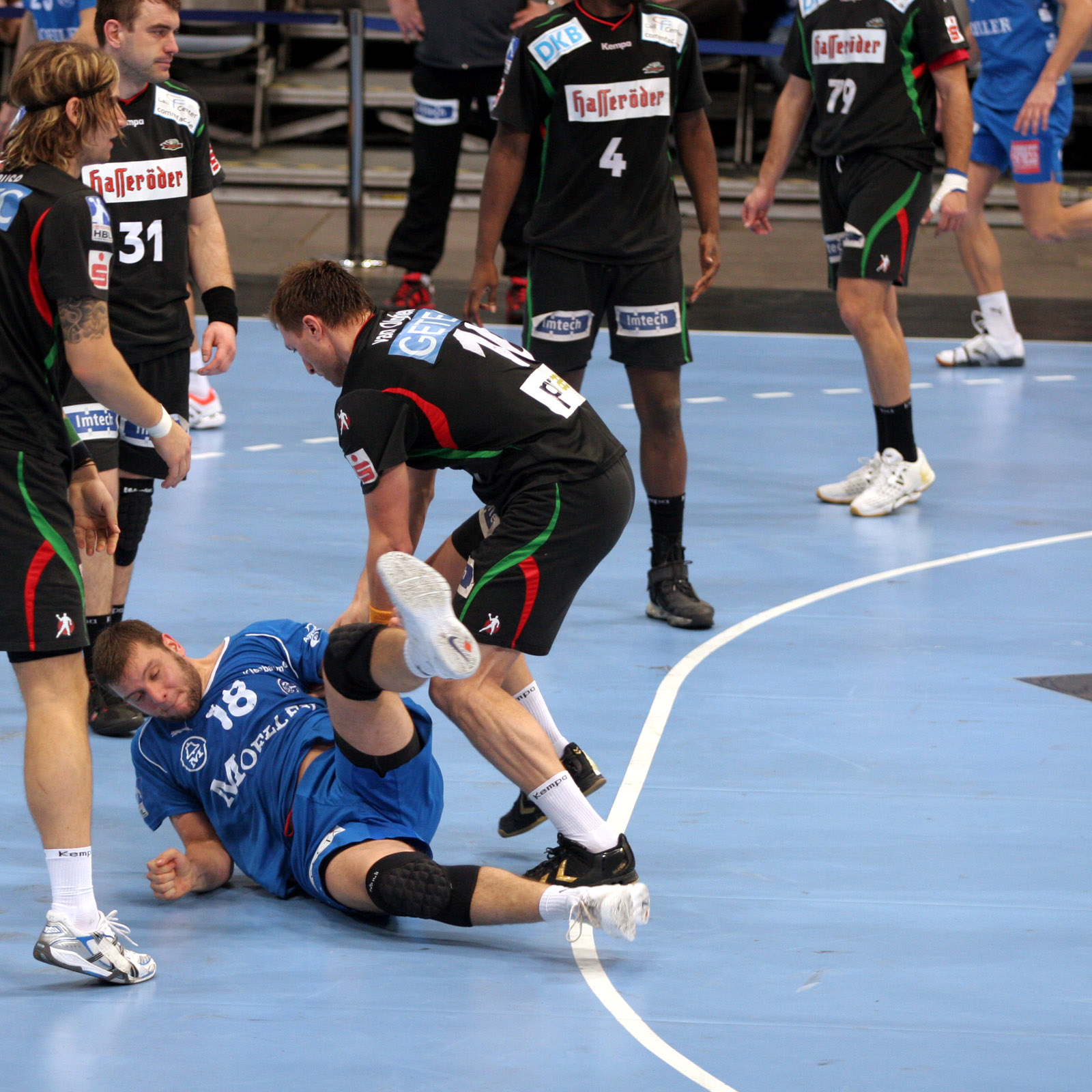

Для показу процесів руху зображення розбивають на окремі кадри і з'єднують їх послідовно. У спортивній дидактиці описуються основні фази послідовності рухів.

## Серія зображень в одному кадрі
Окремі кадри серії можуть бути експоновані на один негатив або позитив; це називається мультиекспозиція. Особливо популярна комбінація зі стробоскопічним спалахом, за допомогою якої, наприклад, окремі фази руху можна зафіксувати в одному зображенні.
Ця форма серійної фотографії також використовується в хронографії. Фоторушниця Марея 1883 року, наприклад, зафіксувала цілу серію експозицій на одній фотопластині.